# Каллен, Мик
Майкл Джозеф Каллен (англ. Michael Joseph Cullen; 3 июля 1931, Глазго, Шотландия —  2 сентября 2024) — шотландский футболист, полузащитник.

## Карьера

### Клубная карьера
Каллен родился в Глазго 3 июля 1931 года. В 1948 году в возрасте 17 лет он подписал контракт с командой «Лутон Таун» из Второго дивизиона Англии.
В 1956 году он стал единственным игроком «Лутон Таун», когда-либо выступавшим за Шотландию. Он был продан в «Гримсби Таун» в 1958 году, и после успешной карьеры там он перешёл в «Дерби Каунти».
Затем он перешёл в Веллингтон Таун, где и завершил свою карьеру.

### Карьера в сборной
В 1956 году Каллен провёл свой единственный матч в составе сборной Шотландии.

### Смерть
Скончался 2 сентября 2024 года в возрасте 93 лет.